# (474116) 2016 LR43
(474116) 2016 LR43 es un asteroide perteneciente al cinturón de asteroides, descubierto el 24 de mayo de 2000 por el equipo del Spacewatch desde el Observatorio Nacional de Kitt Peak, Arizona, Estados Unidos.

## Designación y nombre
Designado provisionalmente como 2016 LR43.

## Características orbitales
2016 LR43 está situado a una distancia media del Sol de 3,040 ua, pudiendo alejarse hasta 3,285 ua y acercarse hasta 2,796 ua. Su excentricidad es 0,080 y la inclinación orbital 13,44 grados. Emplea 1936 días en completar una órbita alrededor del Sol.

## Características físicas
La magnitud absoluta de 2016 LR43 es 15,709. Tiene 3,275 km de diámetro y su albedo se estima en 0,029.